# Маэста

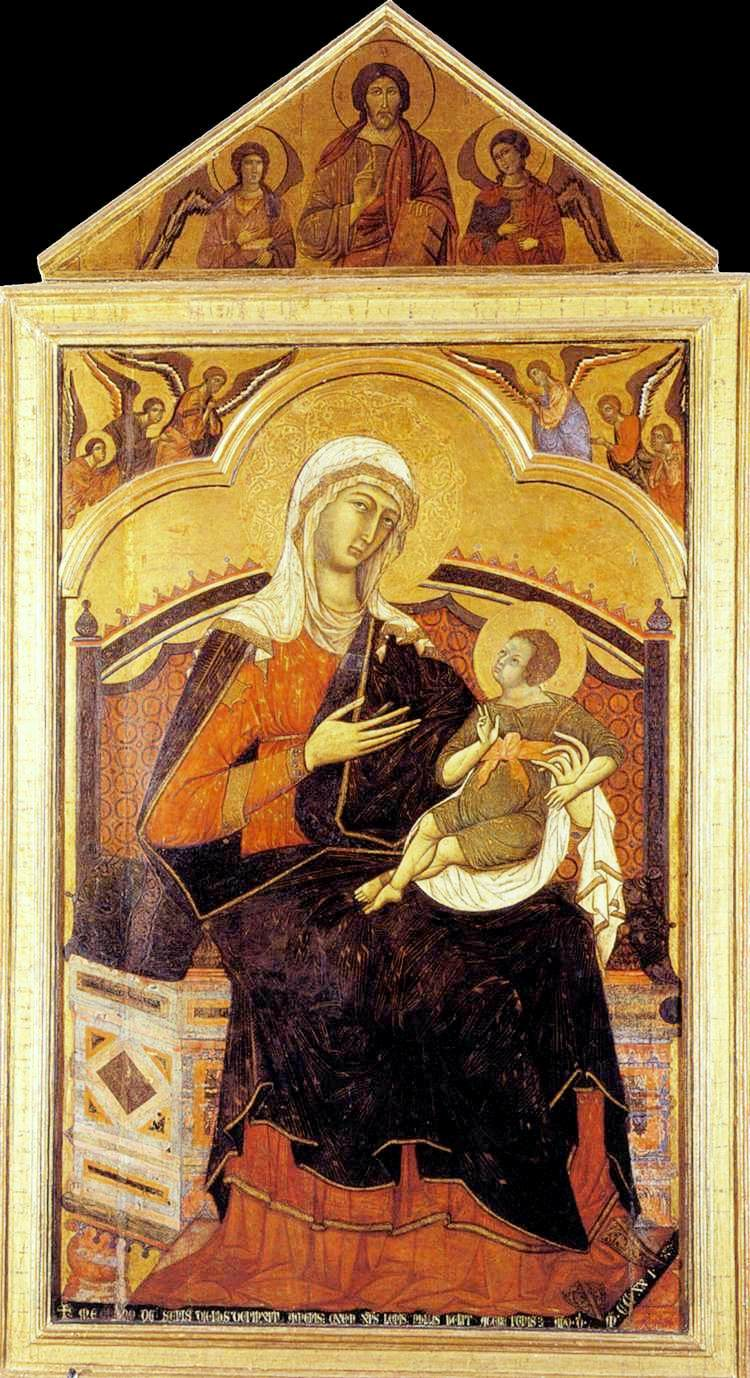
Гвидо да Сиена. «Маэста», ок. 1270 г. Сиена, Палаццо Пубблико

Маэста́ (итал. maestà — величание, возвеличивание) — иконографический тип изображения Богоматери с Младенцем в окружении славящих Её ангелов. Соответствует византийскому и древнерусскому типу «Величание Богоматери», или «Прославление Богоматери». Близко иконографии «Царица Небесная» или «Магнификат». В подобных композициях Мадонну и Младенца иногда изображают коронованными. Ангелы несут цветы либо играют на музыкальных инструментах. Такой иконографический тип сложился в Италии в XIII веке на основе икон византийской и итало-критской школ, которые привозили из Кандии в Венецию, и в Тоскану — Флоренцию и Сиену .

## Прототипы
Прототипами «Маэста» были два византийских первоисточника: разновидность изображения Богоматери, которая известна в России как «Похвала Богородицы», и «Богоматерь Одигитрия». «Богоматерь Одигитрия» (греч. — «путеводительница») изображалась по пояс и с младенцем на руках, но иногда сидящей на троне. В основе иконографии «Похвалы Богородицы» лежит песнь из канона пророкам, написанного в VIII веке патриархом Германом Константинопольским «Свыше пророцы тя предвозвестиша», что нашло отражение в православных иконах «Похвалы Богородицы», где она изображается небесной царицей на троне в окружении пророков. С этой иконой связан праздник «Акафистная Суббота», который установился в Византии несколько позднее. Он посвящался Богоматери как защитнице Константинополя от нашествий врагов.

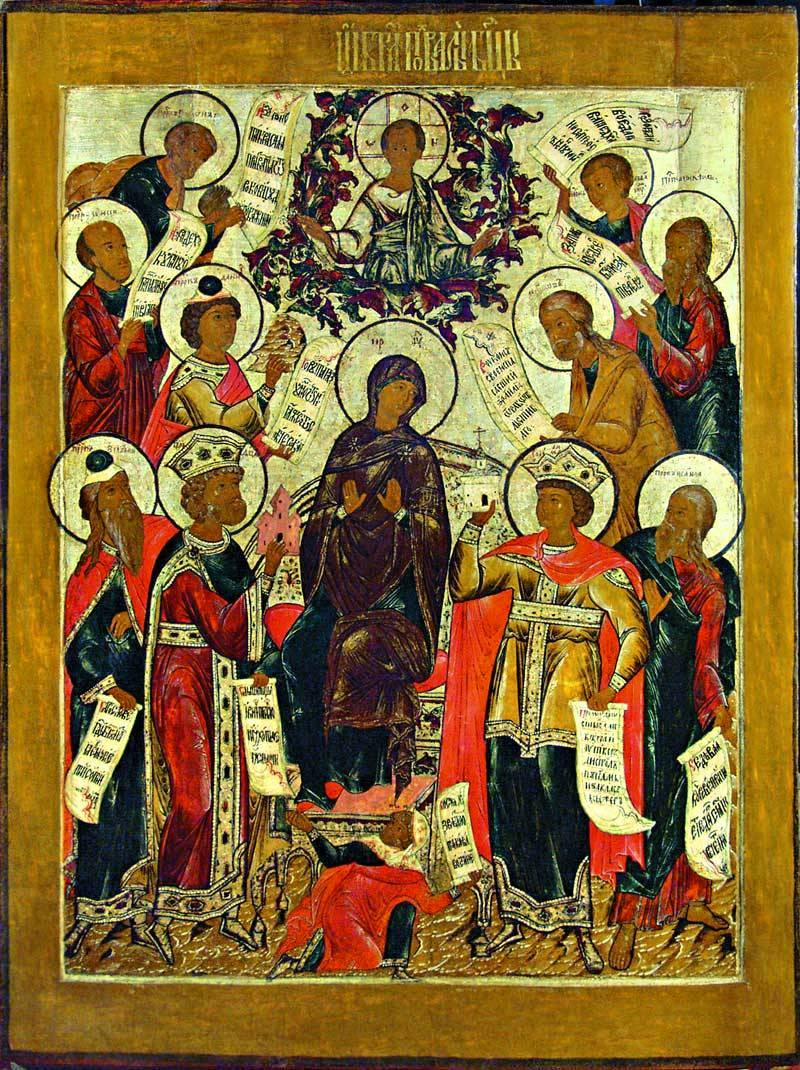
Икона «Похвала Богородице». 1-я пол. XVII века. Ярославль, Художественный музей.

## Сложение иконографического типа
В Италии культ Мадонны был связан с понятием возвышенной, духовной красоты, обозначаемой в светском обиходе словом «маеста» (итал. maestà), которое противопоставляли «изяществу» (итал. grazia), и «плотской красоте» (итал. raghezza). Особым достоинством религиозного художника считалось умение соединить в образе Мадонны все качества. Мадонну почитали как образ неземной, возвышенной красоты и, одновременно, в качестве защитницы, заступницы в светских делах, во время войн и эпидемий. Подобная двойственность характерна именно для Италии и, позднее, стала основой куртуазного культа Нотр-Дам во Франции.
В Средневековье главными центрами культа Богоматери-Защитницы в Италии стали свободные города-республики Флоренция, Сиена и Пиза в ходе противостояния гегемонии Ватикана.

### Различия иконографии «Похвала Богородицы» и «Маэста»
В средневековой Сиене роль Богоматери — защитницы города была расширена до значения Владычицы города, а огромные иконы и фрески Мадонны в образе «Маэста» украшали не только храмы, но и светские здания: дворцы Подеста́, муниципальные здания Магистратов и Синьорий. Среди таких образов наиболее известны «Маэста» Гвидо да Сиена, «Маэста» — фреска Симоне Мартини в Палаццо Пубблико в Сиене, «Маэста» Дуччо ди Буонинсенья, статуя работы Донателло в алтаре собора дель Санто в Падуе.
Главное отличие «Похвалы Богородицы» от «Маэста» заключается в том, что первая является церковно-обрядовой принадлежностью, а вторая в большей степени религиозно-политической манифестацией (к примеру: для обрядовых целей — возложения ключей, крестного хода в Сиене использовалась другая икона — «Мадонна дель вото» (Мадонна даров) Диетисальви ди Спеме, но не гигантская икона «Маэста» Дуччо). Придание Мадонне царственного, «полусветского» статуса привело к соответствующей эволюции иконографии образа «Маэста».

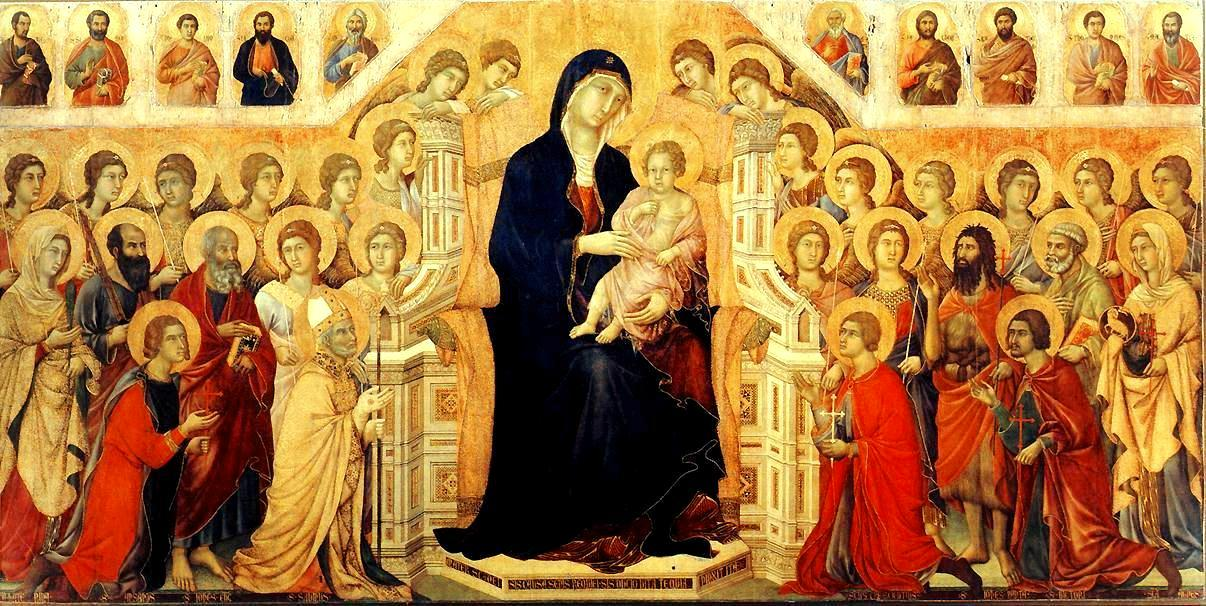
Дуччо. «Маэста» 1308-1311. Сиена, Музей произведений искусства Собора

В отличие от первых икон середины XIII века, на которых Мадонну изображали сидящей на троне с Младенцем на руках, а Её царственный статус обозначался только знаками в виде царских орлов на мафории или короны на голове, изображения Мадонны стали в дальнейшем окружать святыми и ангелами. Такой Мадонна предстает в образе «Маэста» работы Дуччо ди Буонинсенья, где Её свита, если считать средний и верхний регистры алтарной картины, достигает сорока персон. Тип изображения «Маэста» был особенно популярен в Италии в XIII и XIV веках, поэтому большинство ведущих художников Умбрии и Тосканы писали образы «Маэста» с большим количеством предстоящих фигур ктиторов и донаторов по желанию могущественных заказчиков.

## Произведения
- Маэста (картина Дуччо)
- Маэста (картина Симоне Мартини)